# Frank Buckley
Franklin Charles „Frank“ Buckley, besser bekannt als Major Frank Buckley (* 3. Oktober 1882 in Urmston; † 21. Dezember 1964 in Walsall) war ein englischer Fußballspieler und -trainer.
Der Veteran des Zweiten Buren- und Ersten Weltkriegs war nach einer durchschnittlichen Fußballerkarriere zwischen 1919 und 1955 als langjähriger Trainer im englischen Fußball aktiv. Mit militärisch anmutenden Methoden stand er für einen autoritären Führungsstil und feierte in seiner 17 Jahren andauernden Amtszeit bei den Wolverhampton Wanderers mit dem Gewinn zweier englischer Vizemeistertitel seine größten Erfolge.

## Laufbahn als Fußballspieler
Buckley wurde in Urmston – südwestlich von Manchester gelegen – geboren. Bereits im jugendlichen Alter schloss er sich 1898 der britischen Armee an. Er kämpfte in Südafrika im Zweiten Burenkrieg und nach seiner Rückkehr entschloss er sich, Fußballprofi zu werden.
Bei seiner ersten Station Aston Villa kam Buckley in zwei Jahren zu keinem Einsatz in der ersten Mannschaft und auch die beiden nächsten Etappen Brighton & Hove Albion und Manchester United blieben Durchgangsstationen, wenngleich er für „United“ zwischen September 1906 und März 1907 zu drei Ligaeinsätzen kam (zwei Remis, eine Niederlage). Beim Lokalrivalen Manchester City gehörte der zentrale Abwehrspieler mit elf Meisterschaftspartien etwas mehr zum Stammpersonal; seinen Durchbruch feierte er jedoch erst ab 1909 beim Zweitligisten FC Birmingham, wie das heutige „Birmingham City“ früher hieß. Es folgte die Rückkehr in die oberste englische Spielklasse, wo er sich ab 1913 bei Derby County auch als Erstligaspieler einen Namen machte, der ihm am 14. April 1914 sogar zu seinem einzigen Länderspiel für England gegen die gesamtirische Auswahl verhalf (die Partie endete mit einer 0:3-Niederlage). Sein Aufenthalt beim Folgeklub Bradford City war aufgrund des sich abzeichnenden Ersten Weltkriegs nur von kurzer Dauer.

## Trainerkarriere

### Erste Erfahrungen
Buckley zog in den Krieg und kommandierte innerhalb des 17. Middlesex-Regiments das sogenannte „Football Battalion“. Dort erlitt er bei der Schlacht an der Somme Verwundungen an Lunge und Schulter und wurde später in den Rang eines Majors befördert. Nach der Rückkehr in die Heimat nahm Buckley bei Norwich City seine erste Trainertätigkeit auf. Die Zukunft der überschuldeten „Kanarienvögel“ hing jedoch am seidenen Faden; die Gläubiger konnten jedoch nach einer außerordentlichen Mitgliederversammlung von einem Neustart überzeugt werden. So nahm Buckley im Februar 1919 seine Arbeit auf und führte den Verein auf Anhieb in die Southern League. Im September 1919 stand der auch als Vereinssekretär beschäftigte Kriegsveteran noch einmal selbst auf dem Platz. Aufgrund der anhaltenden wirtschaftlichen Probleme im Klub fiel Buckley im Juli 1920 einer kompletten Personalneubesetzung zum Opfer. Drei Jahre lang blieb er anschließend ohne Verbindung zum Fußball und so zog er stattdessen als Handelsreisender für Süßwarenhersteller durchs Land. Dabei traf er während einer dieser Reisen im Zug auf einen Direktor des FC Blackpool, der wiederum ein Treffen mit dem Klubpräsidenten Linsay Parkinson arrangierte.
Dass Buckleys Verpflichtung – wie auch bei seinen späteren Engagements – eine Zäsur für den jeweiligen Verein darstellt, wurde in der Küstenstadt Blackpool schnell offensichtlich. Vom Neudesign des Trikots über die Zusammenstellung des Teams bis hin zu einem militärisch anmutenden Trainingsregime leitete Buckley ein „neues Zeitalter“ ein. Ein besonderes Augenmerk legte er auf die Fitness seiner „Untergebenen“ und schrieb diesen sowohl einen strikten Ernährungsplan als auch frühe Bettruhe an den beiden Tagen vor einem Spiel vor. Auch auf den Bereich der Physiotherapie legte er besonderen Wert und Buckley erarbeitete sich den Ruf, rekonvaleszente Spieler schnell genesen zu können. Sportlich verlief die vier Jahre andauernde Ära des Majors beim Zweitligisten durchwachsen; nach einem guten vierten Platz in der ersten Saison 1923/24 stürzten die „Tangerines“ im Jahr darauf auf Rang 17 ab. Nach zwei weiteren Jahren verließ Buckley den Verein, dessen Ambitionen zu dieser Zeit aufgrund begrenzter wirtschaftlicher Mittel beschränkt geblieben waren, in Richtung Wolverhampton.

### Wolverhampton Wanderers
Im Juli 1927 wurde Buckley Trainer der Wolverhampton Wanderers. Schnell führte er auch bei den „Wolves“ sein berühmtes Taschenbuch ein, in dem er jedem Spieler detailliert eröffnete, was von ihm erwartet wurde. Zudem machte Buckley diese Regeln öffentlich und bat sogar die Stadtbevölkerung darum, mit ihm Kontakt aufzunehmen, falls einer seiner Schützlinge gegen diese verstieß. Daneben baute er ein engmaschiges Talentsichtungsnetz auf und gefiel seinem Arbeitgeber – wie schon in Norwich und Blackpool – durch die Verpflichtung von erfolgversprechenden Jungspielern zu günstigen Preisen.
Nach zwei Jahren Anlaufzeit begann seine Aufbauarbeit langsam erste Früchte zu tragen. Mit der Hilfe des neuen Torjägers Billy Hartill, den Buckley bei einer seiner ersten Amtshandlungen 1927 verpflichtet hatte, wurde aus dem Abstiegskandidat in der Saison 1929/30 ein Mittelfeldteam und nur ein Jahr später mit Platz 4 ein ernsthafter Aufstiegsaspirant. Das Team hatte Buckleys Philosophie mittlerweile verinnerlicht – diese bestand zumeist (simpel) darin, dass Verteidiger den Ball so schnell wie möglich nach vorne befördern, Mittelfeldspieler sich mehr dem Pass- als dem Dribblingspiel verschreiben, die zentralen Stürmer den Ball ins Tor befördern und die Flügelspieler sowohl für die entsprechenden Flanken sorgen als auch die Bewachung der gegnerischen Abwehrspieler übernehmen. Der Aufstieg in die erste Liga gelang 1932 mit dem Gewinn der Zweitligameisterschaft. Billy Hartill steuerte erneut 30 Treffer bei und in der Titelmannschaft standen ausschließlich Spieler, die Buckley zu den Wolves geholt hatte.
In der First Division gelang Buckleys Team in vier aufeinanderfolgenden Jahren jeweils der Klassenerhalt, wenngleich die Dauerplatzierungen in der unteren Tabellenhälfte noch nicht den „großen Sprung“ brachten. Vielmehr lag ein spezielles Augenmerk auf der Förderung einer langfristigen Perspektive; dazu verwunderte Buckley häufig den eigenen Anhang mit dem Verkauf von Leistungsträgern – besonders spektakulär war 1935 der Verkauf von Hartill an den FC Everton – und die Neuverpflichtung preiswerter Talente, wozu 1934 Stan Cullis zählte, der später Mannschaftskapitän wurde und nach seiner aktiven Karriere ein langjährig erfolgreicher Trainer bei den Wolves war. Eine angenehme Nebenwirkung war durch das ständige Transferplus die Stabilisierung der Vereinsfinanzen. Als die Saison 1936/37 durchwachsen begann, war die Geduld des Anhangs aber vorerst erschöpft; nach einer 1:2-Heimniederlage gegen den FC Chelsea stürmten Fans der Südtribüne das heimische Molineux Stadium und forderten die Absetzung des Trainers. Buckley lehnte das Angebot ab, unter Polizeischutz nach Hause gebracht zu werden, und gemeinsam mit dem Vereinsvorstand hielt er an seiner Linie weiter fest, indem er im Januar 1937 den bei den Anhängern beliebten Flügelspieler Billy Wrigglesworth an Manchester United verkaufte. Nach diesem „Stahlbad“ schwang sich die Mannschaft kurz vor dem Jahreswechsel 1936/37 zu guten Ergebnissen hoch und beendete die Spielzeit auf einem überraschenden erfolgreichen fünften Tabellenplatz.
Im Sommer 1937 begann Buckley eine Zusammenarbeit mit dem Chemiker Menzies Sharp, der auf Basis der Experimente des Franzosen Serge Voronoff versprach, mit Injektionen aus Affenhodenextrakten Leistungssteigerungen bei Fußballspielern hervorrufen zu können. Der anfänglich skeptische Buckley führte an sich selbst innerhalb von drei bis vier Monaten einen Selbsttest durch, bevor er mit der Behandlung seiner Spieler begann – der erfahrene Dicky Dorsett hingegen verweigerte seine Teilnahme und provozierte damit gelegentlichen Streit mit dem Trainer. Diese Ereignisse weckten bei der Konkurrenz Missmut, zumal die Wolves in der Saison 1937/38 die Vizemeisterschaft gewannen. Tommy Lawton sprach nach der 0:7-Niederlage seines FC Everton davon, dass Cullis an ihm mit „glasigen Augen“ vorbeigelaufen war und speziell der 10:1-Rekordsieg gegen Leicester City führte zu öffentlichen Untersuchungen seitens der Football League. Die Kontroverse endete damit, dass ein Informationsrundschreiben in den Spielerkabinen ausgehängt wurde; ein Verbot blieb aus. Das Thema hielt sich lange in der öffentlichen Diskussion, wenngleich sich der Inhalt der Injektionen später als einfache Impfstoffe gegenüber Erkältungen herausstellte. Zu den weiteren „Tricks“, derer Buckley sich bediente, zählte die Angewohnheit, den eigenen Platz vor Heimspielen unter Wasser zu setzen. Während der Trainer betonte, lieber auf weichem Untergrund spielen zu lassen, sahen Gegner darin eine Maßnahme, die technisch begabteren Mannschaft das Kombinieren erschweren sollte. Auch im Bereich der Psychologie setzte Buckley neue Schwerpunkte. Buckleys Team war zu dieser Zeit berüchtigt bei den Gegnern und auch der nationale Fußballverband (Football Association) verwehrte den Wolves eine Auslandsreise mit dem Hinweis auf „zahlreiche Berichte von Verfehlungen seitens der Spieler der Wolverhampton Wanderers“, womit in erster Linie die sieben Hinausstellungen gemeint waren, die sich Buckleys Mannen während offizieller Spiele geleistet hatten.
Die Liaison des Trainers mit dem Klub war derart intensiv, dass Buckley 1938 einen 10-Jahres-Vertrag unterzeichnete. Wieder errang er mit dem Team die englische Vizemeisterschaft, das zudem im Endspiels des FA Cups stand; dies ging jedoch mit 1:4 gegen den FC Portsmouth verloren. Mit dem neuen Torjäger Dennis Westcott, der in 43 Pflichtspielen ebenso viele Tore schoss, dazu Stan Cullis, dem mutmaßlich besten englischen zentralen Abwehrspieler in dieser Saison, hatte sich Buckley eine vielversprechende Mannschaft selbst zusammengestellt, zu der zusätzlich noch die Talente Billy Wright und Jimmy Mullen stießen, die sich in den 1950ern zu „Superstars“ entwickelten. Als der Zweite Weltkrieg den offiziellen Spielbetrieb der Football League unterbrach, beabsichtigte Buckley zunächst, ein drittes Mal Soldat zu werden. Da er jedoch als zu alt galt, befehligte er stattdessen eine Heimatschutzeinheit in Wolverhampton. Seine Vereinskameraden ermutigte er nachdringlich dazu, der Armee beizutreten – eine Chronik der Football Association hielt 1945 fest, dass bis zum Ende der Kampfhandlungen 91 Klubmitglieder der Wolves in den Krieg gezogen waren. In den verbleibenden Kriegsligaspielen blieb Buckley in verantwortlicher Position tätig; zudem nutzte er die Trainingsmöglichkeit im Verein zur körperlichen Ertüchtigung der ihm unterstellten Heimatwache. Am 8. Februar 1944 trat der langjährige Trainer überraschend von seinem Amt zurück, nachdem sich zuvor der Vereinsvorsitzende (und „Vertraute“ von Buckley) Ben Matthews hatte pensionieren lassen.

### Von Nottingham bis Leeds
Buckley trainierte anschließend Notts County. Dieser Klub war zwar nur drittklassig, aber bereit, dem Major ein Jahresgehalt von damals unvorstellbaren 4.000 Pfund zu zahlen. Die Erfolge blieben jedoch aus und so wechselte er 1946 – nur Stunden nach seinem Rücktritt – zu Hull City, einem weiteren Drittligisten. Als größte Errungenschaft dort galt, dass er im März 1948 den Alt-Internationalen Raich Carter vom Erstligisten Derby County verpflichten konnte. Carter spielte noch einige Zeit selbst, agierte zudem als Kotrainer neben Buckley und wurde kurze Zeit später dessen Nachfolger.
Buckley fand in dem Zweitligisten Leeds United eine neue Herausforderung. Wie bereits in Wolverhampton zeigte er auch in Leeds sein Gespür für Talente und fand in dem jungen John Charles wiederum einen Fußballspieler, der in den 1950ern zu einem der britischen Spitzenspieler avancieren sollte. Erneut setzte er neue Maßstäbe und baute die Jugendarbeit vollständig neu auf; zahlreiche altgediente Spieler mussten den Klub verlassen. Mit Tommy Burden verpflichtete er von Chester City einen alten Bekannten aus Wolverhampton und machte ihn zu seinem Kapitän und Sprachrohr in der Mannschaft. Inmitten eines erneut finanziell schwierigen Umfelds gelang es Buckley nach dem Prinzip „Billig einkaufen, teuer verkaufen“ stets eine konkurrenzfähige Elf auf den Platz zu bringen und prägte Leeds United mit der Vorgabe eines äußerst körperbetonten Spiels auch lange über seine eigene Tätigkeit hinaus – nicht wenige sahen in ihm den geistigen Urheber der robusten Meistermannschaft von 1969 und 1974, die weniger durch Spielfreude als durch oft grenzwertigen Körpereinsatz auffiel.
Buckleys größter sportlicher Erfolg in Leeds war in der Saison 1949/50 das Erreichen des Viertelfinals im FA Cup, das mit 0:1 beim FC Arsenal verloren ging. Der ersehnte Aufstieg in die Erstklassigkeit blieb jedoch bis zum Ende seiner Amtszeit im Jahr 1953 aus; stattdessen verkaufte Buckley stetig Leistungsträger, wie die Nationalspieler Con Martin und Aubrey Powell und entdeckte spätere Spitzenspieler in jungen Jahren, darunter 1952 Jack Charlton, der vierzehn Jahre später Weltmeister wurde. Nach zwei letzten Jahren beim FC Walsall zog sich Buckley, der auch im hohen Alter noch regelmäßig aktiv am Training teilnahm, im Alter von fast 72 Jahren endgültig aus dem Fußballsport zurück.
Major Buckley, der fünf Brüder besaß (davon war Chris Buckley ebenfalls erfolgreicher Fußballer und zwischen 1955 und 1966 Vorsitzender von Aston Villa), verstarb 82-jährig im Dezember 1964.